# Championnats du monde de skyrunning 2014
Navigation
2010 2016
Les championnats du monde de skyrunning 2014 constituent la deuxième édition des championnats du monde de skyrunning, compétition internationale gérée par la Fédération internationale de skyrunning. Ils ont lieu du 27 juin au 29 juin 2014 dans le cadre du Marathon du Mont-Blanc qui regroupe plusieurs épreuves autour de Chamonix.

## Résultats

### SkyMarathon

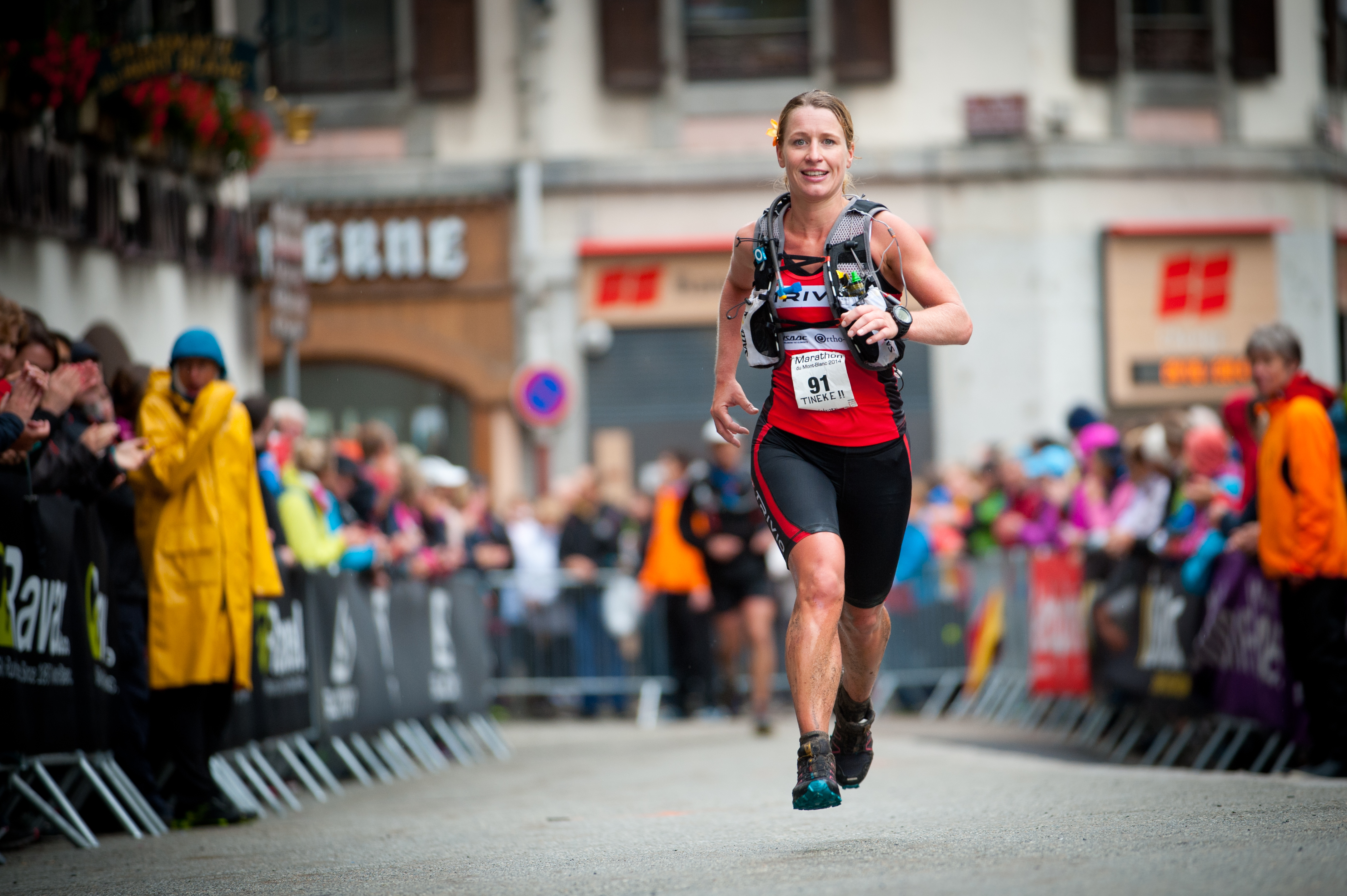
La triathlète Tineke van den Berg à l'arrivée du marathon du Mont-Blanc.

Une pluie persistante et des températures froides contraignent les organisateurs à utiliser le parcours de réserve du marathon du Mont-Blanc qui se termine à Chamonix et non à Planpraz, pour une longueur de 41 km. Grand favori, l'Espagnol Kílian Jornet assume son rôle et s'empare des commandes malgré un manque de vitesse. Le Français Michel Lanne parvient à suivre le rythme tandis que le groupe de poursuivants, mené par le Britannique Tom Owens, perd du terrain. Kílian Jornet profite des parties techniques pour faire la différence et creuse l'écart en tête. Michel Lanne et Tom Owens profitent de la descente finale pour réduire leur écart mais Kílian Jornet s'impose facilement avec deux minutes d'avance sur Michel Lanne et défend avec succès son titre du SkyMarathon. Tom Owens doit ensuite défendre sa troisième position face au Suisse Marc Lauenstein revenu en trombe sur ses talons. Tom Owens s'impose au sprint final pour dix secondes et complète le podium.
La course féminine voit un départ très serré avec plusieurs des favorites luttant ensemble dans le groupe de tête. L'Italienne Elisa Desco et les Américaines Stevie Kremer et Megan Kimmel se détachent ensemble à l'avant de la course, s'échangeant la tête à plusieurs reprises dans une lutte intense. Profitant de la dernière descente, Elisa Desco parvient à se démarquer pour s'imposer avec un peu plus d'une minute d'avance sur Megan Kimmel et décroche le titre. Stevie Kremer termine sur la troisième marche du podium avec un peu moins d'une minute de retard sur sa compatriote.
| Rang               | Athlète          | Temps           |
| ------------------ | ---------------- | --------------- |
| Médaille d'or      | Kilian Jornet    | 3 h 23 min 39 s |
| Médaille d'argent  | Michel Lanne     | 3 h 25 min 50 s |
| Médaille de bronze | Tom Owens        | 3 h 26 min 20 s |
| 4                  | Marc Lauenstein  | 3 h 26 min 30 s |
| 5                  | Manuel Merillas  | 3 h 27 min 50 s |
| 6                  | Eirik Haugsnes   | 3 h 28 min 07 s |
| 7                  | Aritz Egea       | 3 h 30 min 17 s |
| 8                  | Marcin Świerc    | 3 h 31 min 40 s |
| 9                  | Florian Reichert | 3 h 37 min 54 s |
| 10                 | Greg Vollet      | 3 h 39 min 17 s |

| Rang               | Athlète           | Temps           |
| ------------------ | ----------------- | --------------- |
| Médaille d'or      | Elisa Desco       | 3 h 53 min 33 s |
| Médaille d'argent  | Megan Kimmel      | 3 h 54 min 51 s |
| Médaille de bronze | Stevie Kremer     | 3 h 55 min 36 s |
| 4                  | Kasie Enman       | 4 h 03 min 14 s |
| 5                  | Azara Garcia      | 4 h 05 min 41 s |
| 6                  | Maite Maiora      | 4 h 08 min 41 s |
| 7                  | Anne-Lise Rousset | 4 h 09 min 39 s |
| 8                  | Hiske Weissmann   | 4 h 11 min 49 s |
| 9                  | Nuria Dominguez   | 4 h 13 min 21 s |
| 10                 | Laia Andreu       | 4 h 18 min 29 s |

### Ultra SkyMarathon

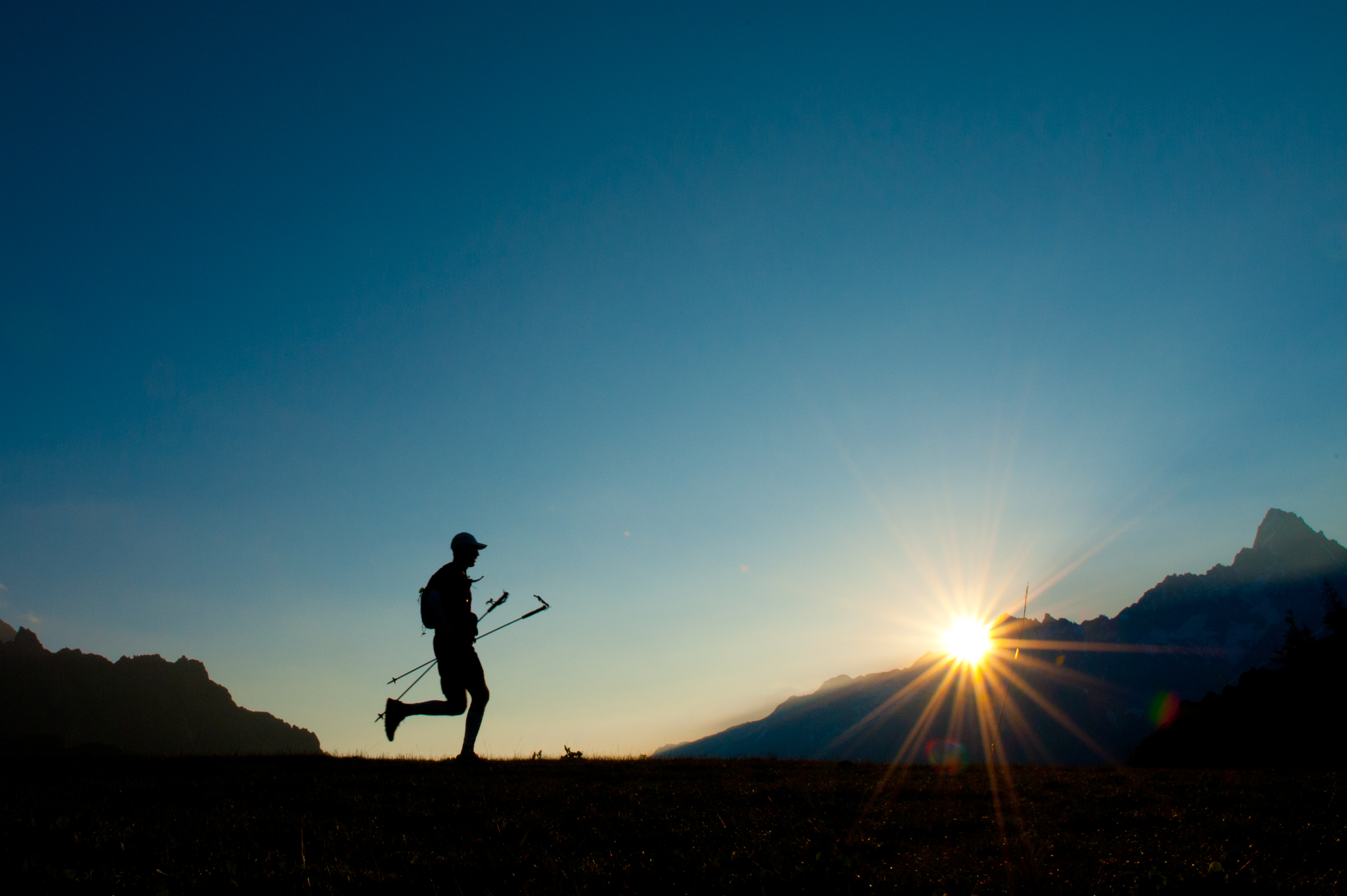
Lever de soleil pour un concurrent du 80 km du Mont-Blanc.

Courue de manière séparée en 2010, l'épreuve d'Ultra SkyMarathon intègre de manière officielle les championnats du monde de skyrunning. Elle est courue dans le cadre du 80 km du Mont-Blanc. Grand favori, l'Espagnol Luis Alberto Hernando prend les commandes de la course et creuse peu à peu l'écart en tête. Le Français François D'Haene et l'Américain Mike Wolfe forment un groupe de poursuivants. François D'Haene hausse progressivement le rythme pour tenter de rattraper l'Espagnol. Aux Bois, à moins de quinze kilomètres de l'arrivée, il se retrouve à six minutes derrière l'Espagnol. Parti prudemment derrière le top 20, l'Australien Ben Duffus effectue une excellente remontée et pointe en sixième position aux Bois avant la dernière difficulté. Il se retrouve troisième au plan de l'Aiguille après une lutte avec le Français Clément Petitjean, tandis que François D'Haene n'est plus qu'à trois minutes de Luis Alberto Hernando. Ce dernier contrôle sa fin de course et s'impose pour remporter le titre. François D'Haene et Ben Duffus complètent le podium.
Annoncée comme l'une des favorites, la Suédoise Emelie Forsberg mène le 80 km du Mont-Blanc de bout en bout avec une facilité déconcertante. La Néo-Zélandaise Anna Frost la suit à distance conservant un retard d'environ dix minutes. La Française Maud Gobert occupe la troisième place temporaire mais ne parvient pas à résister à la remontée de la Polonaise Magdalena Łączak. Anna Frost parvient à réduire l'écart en fin de course mais doit se contenter de la deuxième marche du podium, à six minutes derrière Emelie Forsberg qui décroche le titre. Magdalena Łączak complète le podium avec douze minutes de retard sur la Néo-Zélandaise.
| Rang               | Athlète                | Temps            |
| ------------------ | ---------------------- | ---------------- |
| Médaille d'or      | Luis Alberto Hernando  | 10 h 25 min 52 s |
| Médaille d'argent  | François D'Haene       | 10 h 29 min 33 s |
| Médaille de bronze | Ben Duffus             | 10 h 52 min 33 s |
| 4                  | Clement Petitjean      | 10 h 57 min 04 s |
| 5                  | Philipp Reiter         | 11 h 09 min 36 s |
| 6                  | Blake Hose             | 11 h 14 min 26 s |
| 7                  | Aurélien Dunand-Pallaz | 11 h 31 min 05 s |
| 8                  | Mike Wolfe             | 11 h 31 min 20 s |
| 9                  | Caine Warburton        | 11 h 31 min 32 s |
| 10                 | Sverre Slethaug        | 11 h 43 min 57 s |

| Rang               | Athlète           | Temps            |
| ------------------ | ----------------- | ---------------- |
| Médaille d'or      | Emelie Forsberg   | 12 h 38 min 49 s |
| Médaille d'argent  | Anna Frost        | 12 h 46 min 52 s |
| Médaille de bronze | Magdalena Łączak  | 12 h 58 min 51 s |
| 4                  | Maud Gobert       | 13 h 16 min 11 s |
| 5                  | Caroline Chaverot | 13 h 28 min 52 s |
| 6                  | Federica Boifava  | 13 h 34 min 23 s |
| 7                  | Uxue Fraile       | 13 h 40 min 01 s |
| 8                  | Fernanda Maciel   | 14 h 03 min 54 s |
| 9                  | Dong Li           | 14 h 11 min 20 s |
| 10                 | Juliette Blanchet | 14 h 20 min 50 s |

### Kilomètre Vertical

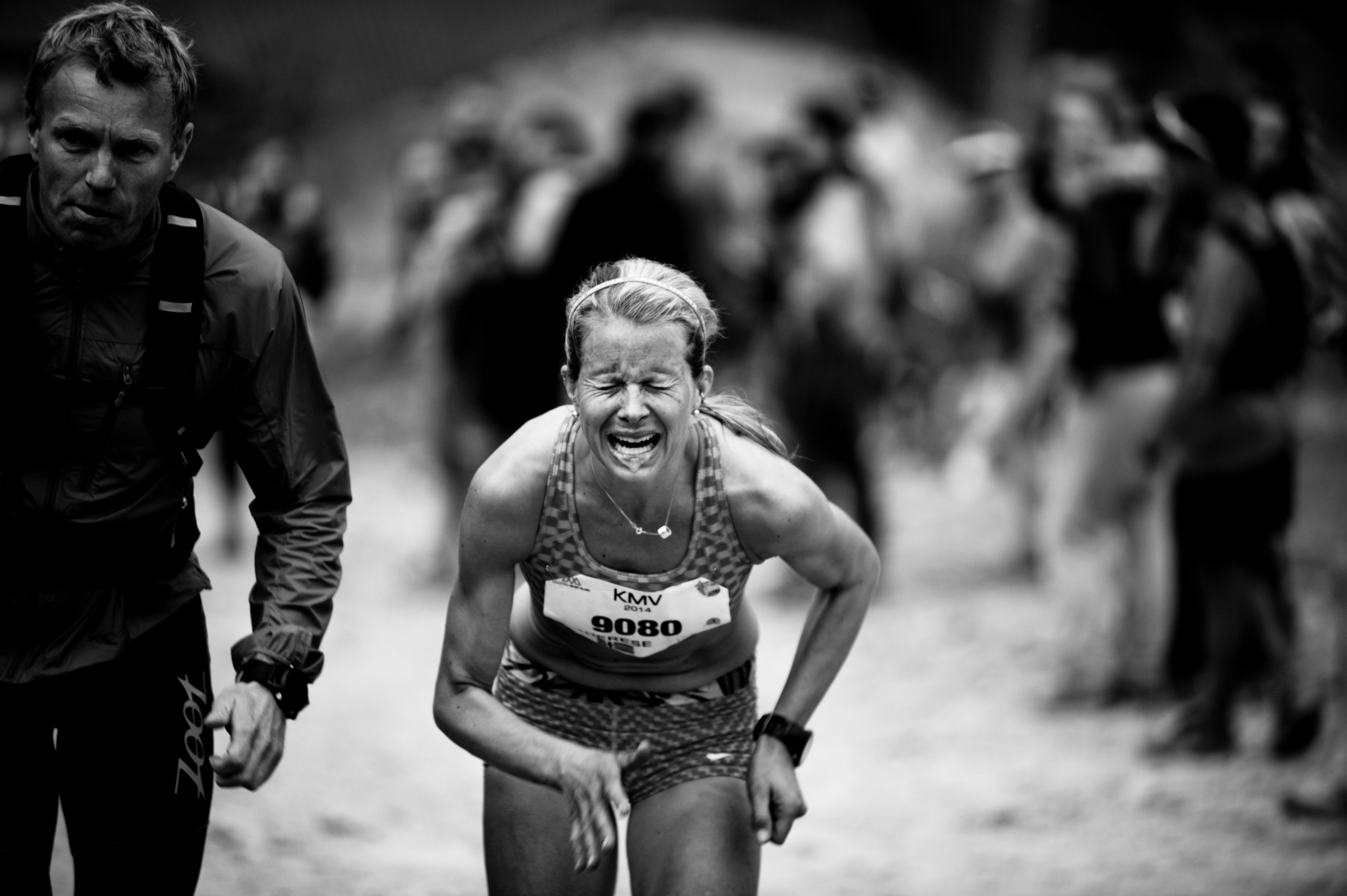
Therese Sjursen en difficulté sur le kilomètre vertical du Mont-Blanc.

Parti sans ambition particulière, l'Espagnol Kílian Jornet réalise une solide course sur le kilomètre vertical du Mont-Blanc. Accélérant en fin de course, il s'impose en établissant un nouveau record du parcours en 34 min 18 s. Il devance l'Italien Bernard Dematteis de 18 secondes. Le champion en titre Urban Zemmer complète le podium avec une seconde de retard sur son compatriote.
Détentrice du record féminin du parcours du kilomètre vertical du Mont-Blanc et favorite, la Française Christel Dewalle ne parvient pas à réitérer sa bonne performance et termine péniblement à la troisième marche du podium à 17 secondes de son record. L'Espagnole Laura Orgué confirme ses excellentes prédispositions pour la discipline en décrochant le titre avec un nouveau record féminin du parcours en 41 min 29 s. L'Américaine Stevie Kremer se pare d'argent en terminant huit secondes derrière l'Espagnole.
| Rang               | Athlète             | Temps       |
| ------------------ | ------------------- | ----------- |
| Médaille d'or      | Kilian Jornet       | 34 min 18 s |
| Médaille d'argent  | Bernard Dematteis   | 34 min 36 s |
| Médaille de bronze | Urban Zemmer        | 34 min 37 s |
| 4                  | Saúl Antonio Padua  | 35 min 01 s |
| 5                  | Toru Miyahara       | 35 min 57 s |
| 6                  | Thorbjørn Ludvigsen | 36 min 17 s |
| 7                  | Travis Macy         | 36 min 29 s |
| 8                  | Aritz Egea          | 36 min 32 s |
| 9                  | Alexis Sévennec     | 36 min 36 s |
| 10                 | Pascal Egli         | 36 min 53 s |

| Rang               | Athlète              | Temps       |
| ------------------ | -------------------- | ----------- |
| Médaille d'or      | Laura Orgué          | 41 min 29 s |
| Médaille d'argent  | Stevie Kremer        | 41 min 37 s |
| Médaille de bronze | Christel Dewalle     | 41 min 50 s |
| 4                  | Antonella Confortola | 43 min 17 s |
| 5                  | Maite Maiora         | 43 min 31 s |
| 6                  | Kasie Enman          | 43 min 52 s |
| 7                  | Stéphanie Jiménez    | 43 min 55 s |
| 8                  | Francesca Rossi      | 45 min 13 s |
| 9                  | Therese Sjursen      | 45 min 15 s |
| 10                 | Axelle Mollaret      | 45 min 34 s |

### Combiné
| Rang               | Athlète             |
| ------------------ | ------------------- |
| Médaille d'or      | Kílian Jornet       |
| Médaille d'argent  | Aritz Egea          |
| Médaille de bronze | Thorbjørn Ludvigsen |

| Rang               | Athlète       |
| ------------------ | ------------- |
| Médaille d'or      | Stevie Kremer |
| Médaille d'argent  | Kasie Enman   |
| Médaille de bronze | Maite Maiora  |

### Nations
| Rang               | Pays    | Total |
| ------------------ | ------- | ----- |
| Médaille d'or      | France  | 724   |
| Médaille d'argent  | Espagne | 680   |
| Médaille de bronze | Italie  | 512   |